# Spotorno
Spotorno (ligur nyelven Spoturnu vagy Sputurnu) település Olaszországban, Liguria régióban, Savona megyében. Lakosainak száma 3446 fő (2023. január 1.). Spotorno Bergeggi, Vado Ligure, Vezzi Portio és Noli községekkel határos.

## Népesség
A település lakossága az elmúlt években az alábbi módon változott:
| Lakosok száma | 3786 | 3711 | 3446 |
|               | 2017 | 2018 | 2023 |